# Georg Weig

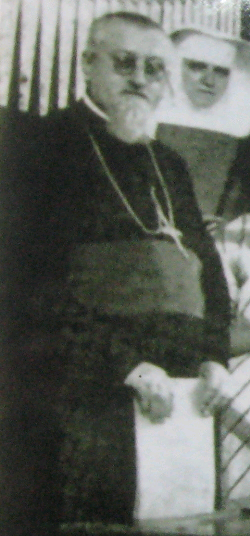
Bischof Georg Weig (um 1935)

Georg Weig, SVD (Chinesischer Name: Wei Changlu) (* 14. Dezember 1883 in Beratzhausen; † 3. Oktober 1941 in Qingdao) war ein deutscher römisch-katholischer Bischof und Apostolischer Administrator von Qingdao in China.

## Leben

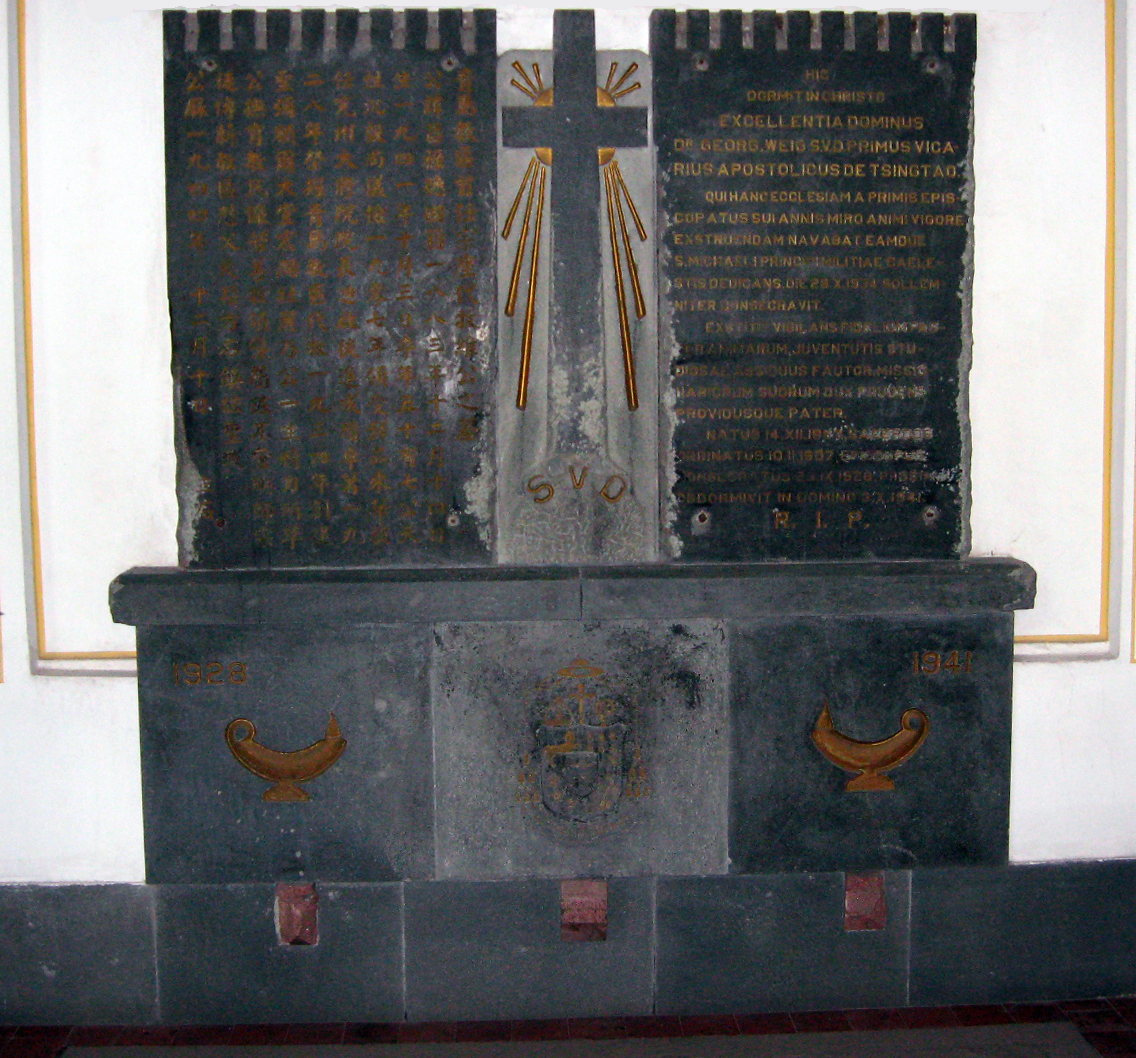
Grabstein für Georg Weig in der St. Michaels-Kathedrale

Georg Weig trat am 31. Oktober 1906 in den Orden der Steyler Missionare ein.
Am 10. Februar 1907 wurde er zum Priester geweiht.
Am 18. März 1925 wurde er zum Apostolischen Präfekten der neu errichteten Apostolischen Präfektur von Qingdao, dem ehemaligen deutschen Tsingtao ernannt. Mit Erhebung der Präfektur zum Apostolischen Vikariat wurde Weig am 15. Juni 1928 zum Apostolischen Vikar und gleichzeitig zum Titularbischof von Antandrus ernannt. Am 23. September 1928 empfing er die Bischofsweihe durch den Apostolischen Delegaten für China und späteren Kardinal Celso Costantini. Cokonsekrator war der Apostolische Vikar von Southern Shantung, Augustin Henninghaus SVD.
Während seiner Amtszeit wurde die St. Michaels-Kathedrale erbaut und am 28. Oktober 1934 geweiht, in der er auch begraben wurde. Der Dom wurde von der Roten Garde während der Kulturrevolution beschädigt, konnte aber im Jahr 1981 wieder eröffnet werden. Nachfolger wurde am 10. November 1942 der spätere Kardinal Thomas Tien Ken-sin.

## Gedenken
- Die sowohl auf Chinesisch als auch auf Latein verfasste Inschrift über seinem Grab lautet:

„Dormit in Christo

Exellentia Dominus

Georg Weig SVD Primus Vicarius Apostolicus de Tsingtao.

  Qui hanc ecclesiam a primus episcopatus sui annis miro animi vigore exstruendam navabat eamque S. Michaeli principi militiae caelestis dedicans die 28.X.1934 sollemniter consecravit.

  Exstitit vigilans fidelium pastor animarium juventutis studiosae assiduus fautor. Missionariorum suorum dux prudens providusque pater.

Natus 14.XII.1883 Sacepdos ordinatus 10.II.1907. Episcopus consecratus 23.IX.1926 Piissime Obdormivit in Domino 3.X.1941 R.I.P“

- Auch an seinem Geburtshaus in Beratzhausen befindet sich eine Gedenktafel, die an Georg Weig erinnert.